# Нумедал (тауншип, Миннесота)
Нумедал (англ. Numedal) — тауншип в округе Пеннингтон, Миннесота, США. На 2000 год его население составило 91 человек.

## География
По данным Бюро переписи населения США площадь тауншипа составляет 72,0 км², из которых 72,0 км² занимает суша, водоёмов нет.

## Демография
По данным переписи населения 2000 года здесь находились 91 человек, 35 домохозяйств и 29 семей. Плотность населения —  1,3 чел./км². На территории тауншипа расположено 43 постройки со средней плотностью 0,6 построек на один квадратный километр. Расовый состав населения: 96,70 % белых, 1,10 % коренных американцев и 2,20 % азиатов.
Из 35 домохозяйств в 42,9 % воспитывались дети до 18 лет, в 62,9 % проживали супружеские пары, в 5,7 % проживали незамужние женщины и в 14,3 % домохозяйств проживали несемейные люди. 11,4 % домохозяйств состояли из одного человека, при том 5,7 % из — одиноких пожилых людей старше 65 лет. Средний размер домохозяйства — 2,60, а семьи — 2,73 человека.
28,6 % населения — младше 18 лет, 3,3 % — в возрасте от 18 до 24 лет, 29,7 % — от 25 до 44, 26,4 % — от 45 до 64, и 12,1 % — старше 65 лет. Средний возраст — 36 лет. На каждые 100 женщин приходилось 133,3 мужчин. На каждые 100 женщин старше 18 приходилось 140,7 мужчин.
Средний годовой доход домохозяйства составлял 41 250 долларов, а средний годовой доход семьи —  41 667 долларов. Средний доход мужчин —  29 688  долларов, в то время как у женщин — 22 188. Доход на душу населения составил 16 068 долларов. За чертой бедности находились 6,3 % семей и 6,0 % всего населения тауншипа, из которых 6,7 % младше 18 лет.